# سوشی (خواننده)
دبورا اپستین(به فرانسوی: Deborah Epstein) (متولد ۱۴ سپتامبر ۱۹۸۲), که با نام سوشی(به انگلیسی: SoShy)، ترانه‌نویس و خواننده آمریکایی-فرانسوی است.
از کارهای معروف او می‌توان صبح بعد از تاریکی اشاره کرد که همراه با تیمبالاند بوده‌است.
وی هم‌اکنون در لس‌آنجلس زندگی می‌کند.